# Об'єднаний конвент Золотого Берега
Об'єднаний конвент Золотого Берега (англ. United Gold Coast Convention, UGCC) — історична політична партія у британській колонії Золотий Берег (нині — Гана), що діяла у 1949–1951 роках. Ставила собі на меті здобуття незалежності Золотого Берега.

## Історія
Партія була заснована юристом Джозефом Данквою 1946 року. 1947 до Гани повернувся Кваме Нкрума, який зайняв пост Генерального секретаря партії. Ключові фігури в партії на той момент складали так звану «Велику шістку» (The Big Six): Ебенезер Ако-Аджеї, Едвард Акуфо-Аддо, Джозеф Данква, Кваме Нкрума, Еммануель Обецебі-Лампті, Вільям Офорі Атта. Партія виступала з вимогами надання країні незалежності «у якнайкоротший термін».
Нкрума був лідером більш радикального крила партії, Данква — більш поміркованого. 1948 року через ідеологічні суперечності та відмінності в оцінках ситуації в країні, Нкрума та його прибічники вийшли з Об'єднаного конвенту й наступного року заснували Народну партію конвенту. З «Великої шістки» Нкруму також підтримав Ебенезер Ако-Аджеї.
1951 року Об'єднаний конвент узяв участь у перших виборах до Законодавчої асамблеї, що відбулись на Золотому Березі. За підсумками виборів партія здобула лише 2 депутатських крісла з 38, натомість Народна партія конвенту — 34. Після невдалої участі у виборах Об'єднаний конвент ухвалив рішення про припинення діяльності. Колишні його члени перейшли до створеної наступного року Партії конгресу Гани (Ghana Congress Party), що трансформувалась у подальшому на Об'єднану партію.